# دنیای کمتر بد
دنیای کمتر بد (به اسپانیایی: Un mundo menos peor و همچنین Todo el bien del mundo‎) فیلمی سینمایی است که در سال ۲۰۰۴ میلادی در آرژانتین به کارگردانی آلخاندرو آگرستی ساخته شد و متمرکز بر تاریخ آرژانتین در عصر جنگ کثیف است.

## طرح
در اوایل دههٔ ۲۰۰۰ میلادی ایسابل (مونیکا گالان) در می‌یابد که شوهرش چولو (کارلوس روفه) که ۲۰ سال قبل به عنوان یک سر به نیست شده قربانی جنگ کثیف در دوران حکومت نظامی در آرژانتین بوده‌است، هنوز هم زنده است. او تصمیم می‌گیرد به دیدار رود و به همراه دخترش از طریق سفری دریایی، به روستای کوچکی در پاتاگونیا نقل مکان می‌کند. ایسابل دو دختر دارد: سونیا (خولیتا کاردینالی) دختر نوجوانانی که فرزند چولو است ولی هرگز او را ملاقات نکرده و ببا (آگوستین نویا) یک دختر بچهٔ حدود ۸ ساله از پدر دیگری.
در روستا، ایسابل در ابتدا احساس نمی‌کند که قادر به ملاقات با چولو شود، که به عنوان یک نانوا کار می‌کند. ظاهراً او به روستاییان گفته‌است که خانواده اش در تصادف اتومبیل درگذشته‌اند. هنگامی که ایسابل به دیدار چولو می‌رود، به نظر می‌رسد که او را نمی‌شناسد. در طول این فیلم زندگی چولو بیان می‌شود: او از بوئنوس آیرس گریخته و در تلاش بوده وقابع سال‌های دیکتاتوری، زمانی که او و ایسابل کمونیست بودند، و زندانی شدن و شکنجه‌هایش را به فراموشی بسپرد. در نهایت با نامه‌ای که سونیا برای پدر ندیده‌اش می‌نویسد، باعث می‌شود او تصمیم بگیرد نزد خانواده بازگردد.

## بازیگران
- کارلوس روفه: چولو[۴]
- مونیکا گالان: ایسابل[۴]
- خولیتا کاردینالی: سونیا[۴]
- مکس اورتیزبرئا: میگوئل[۴]
- اولیسس دومنت: ماریو[۴]
- رودریگو نویا: مارسلو[۴]
- لیدیا کاتالونا: فلوریا[۴]
- آگوستین نویا: ببا[۴]
- اداردو آرگاراناز: لالو[۴]

## جوایز
- ۲۰۰۴: بهترین فیلم «جایزه شهر رم» (۶۱اُمین جشنواره بین‌المللی فیلم ونیز)[۵]